# Festival de la Leyenda Vallenata
El Festival de la Leyenda Vallenata, llamado también Festival Vallenato es el evento más importante del vallenato. Se celebra anualmente a finales de abril o principios de mayo desde 1968 en Valledupar, Colombia y es organizado por la Fundación Festival de la Leyenda Vallenata, la cual vela por la defensa y difusión de las expresiones folclóricas y populares que rodean la música vallenata. El festival busca preservar los cuatro aires o ritmos del vallenato: paseo, merengue, son y puya. Además, el género de la piqueria, la parranda, la poesía campesina, cuentos, leyendas, mitos, tradición oral, expresiones literarias, socioculturales y artísticas asociadas al vallenato.
El festival vallenato se identifica por ser una de las festividades más reconocidas actualmente, se presenta la música folclórica y diversos tipos de actos culturales.

## La leyenda
Según la tradición oral y escrita, en 1576, los indígenas Tupes, entre los más aguerridos de la región, buscaban vengar un fuerte castigo que los colonizadores llevaron a cabo contra una de sus mujeres, llamada Francisca por los españoles. El cacique Coroponiaimo, jefe de la tribu de los Tupes, supo que Francisca, que trabajaba para la española Ana de La Peña, fue azotada y ultrajada por la europea, al sentir celos de ella. Ana de la Peña maltrató física y verbalmente a Francisca delante de las demás personas en su hogar, incluso cortándole su cabello, lo que para el cacique Coroponiaimo merecía una fuerte venganza. Coroponiaimo organizó a varias tribus entre Itotos, Cariachiles y Chimilas para atacar a los españoles. El ataque se llevó a cabo el 27 de abril, masacrando a decenas de españoles, entre hombres, mujeres y niños.
Cuando los aguerridos indígenas intentaron destruir la iglesia de Santo Domingo, hoy catedral del Rosario, se apareció la Virgen del Rosario en medio del tropel y con su manto evitó que las flechas incendiarias destruyeran la construcción. Los indígenas huyeron despavoridos hacia su territorio, en las sabanas y lagunas del Sicarare. En su huida fueron perseguidos por tropas españolas. Los indígenas envenenaron las aguas de las lagunas y cuando los españoles sedientos las bebieron, cayeron muertos, pero nuevamente la Virgen apareció y resucitó a los soldados. Asustados por la aparición de "La Guaricha" o bruja, los indígenas intentan huir de nuevo, pero son asesinados por los españoles. La Virgen del Rosario aparece otra vez y revive a los indígenas. Coroponiaimo y sus tribus deciden convertirse a la religión católica y creer en la Virgen.
Cada 30 de abril, como parte del Festival de la Leyenda Vallenata, la escena del milagro de la Virgen del Rosario es escenificada en la plaza Mayor de Valledupar.

## El vallenato
Previo a la creación del Festival Vallenato, la música vallenata evolucionó desde los cantos de vaquería y juglaría en la provincia de Padilla, que abarcaba los actuales nororiente del Magdalena, Cesar y sur de La Guajira. La música vallenata surgió de los danzones de las Antillas que interpretaban en guitarra, flautas, violín, acordeón o piano por influencia europea; la guacharaca y la danza del chicote de los indígenas; y las flautas y tambores ancestrales de los negros cimarrones que evolucionó en la cumbia. La música vallenata fue considerada tabú por las familias de abolengo, aristocráticas y alta alcurnia de Valledupar, asociada también a las fiestas del carnaval en febrero, que existían como legado de las tradiciones españolas. En su origen también se encuentran las 'colitas', o fiestas después de las fiestas. En las 'colitas', el licor, la caja, la guacharaca y el acordeón diatónico de las clases populares se volvían los instrumentos con el que las clases sociales, raciales o étnicas confluían. De las 'colitas', el vallenato saltó a los salones del Club Valledupar, donde alguna vez estuvo prohibido, para volverse embajador y amenizador de reuniones políticas o de negocios.

## Historia

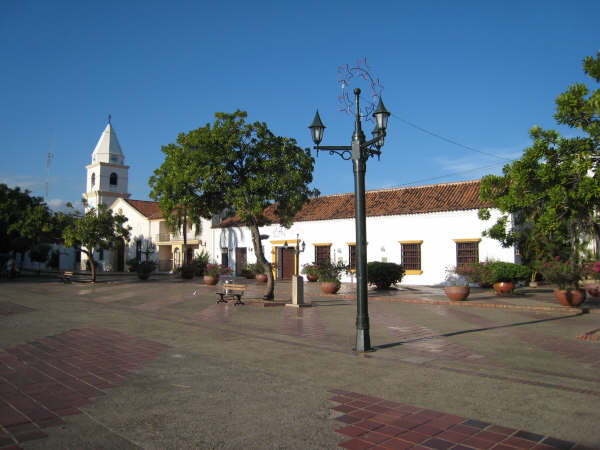
Plaza Alfonso López de Valledupar, donde se realizaron los primeros 36 Festivales Vallenatos.

El festival fue creado en 1968, siendo el primer gobernador del recién creado departamento del Cesar Alfonso López Michelsen. La idea surgió por iniciativa de la escritora, periodista y gestora cultural Consuelo Araújo Noguera quien, junto al compositor Rafael Escalona Martínez y un grupo de amigos, buscaban institucionalizar y recrear la fiesta de la Virgen del Rosario. Durante estas celebraciones de la Virgen del Rosario, era costumbre que en los barrios populares realizaran las llamadas "colitas" o parrandas con música vallenata después de las fiestas formales como bautizos, matrimonios o cumpleaños. Finalmente, cobró mayor importancia y popularidad las contiendas entre los cantos y música de juglaría.
Poco a poco se convirtió en un evento de importancia nacional, especialmente cuando Alfonso López Michelsen llegó a la presidencia de Colombia. Así, se volvió un punto de encuentro de la clase política, artística y cultural de Colombia. Desde su fundación hasta 2001, aun siendo nombrada el año anterior como Ministra de Cultura, Araujo Noguera desempeñó sus funciones como directora e impulsora del festival a través de la Fundación Leyenda Vallenata, organización creada en 1986 para estar a cargo del festival, todo ello hasta su secuestro y asesinato por parte de la entonces guerrilla de las FARC. Actualmente, el presidente de la fundación es su hijo Rodolfo Molina Araújo. Desde 1999, el festival ha empezado a adquirir carácter internacional debido a la participación de acordeoneros mexicanos, quienes clasifican por medio de un festival llamado Voz de Acordeones realizado en la ciudad de Monterrey, donde el vallenato es muy escuchado, aunque por diversas razones, entre económicas y logísticas, solo han podido participar sus ganadores en el festival en un par de ocasiones.

## Concursos

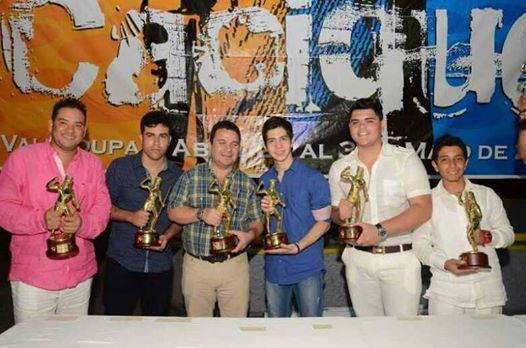
Cuadro de honor de los reyes del Festival de la Leyenda Vallenata 2014.

En el marco del Festival de la Leyenda Vallenata se llevan a cabo los siguientes concursos:
- Rey de reyes - competencia que se hace cada 10 años desde 1987 ahora se hace cada 5 años desde 2017 ya que los 10 años es mucho tiempo y durante este periodo mueren muchos Reyes vallenatos y sólo pueden participar los que hayan sido reyes en la categoría Profesional.[19]
- Rey Vallenato Profesional - Competencia entre personas que derivan su sustento económico de la práctica del vallenato.
- Rey Vallenato Aficionado - Competencia entre personas que no derivan su sustento económico de la práctica del vallenato, sino que lo practican por mera afición.
- Rey Vallenato Juvenil - Competencia entre jóvenes de 14 a 18 años de edad.
- Reina Vallenata - Competencia creada desde 2019 para resaltar las capacidades de las mujeres en el acordeón. Se compite en categoría mayores.
- Infantil - Competencia entre niños no mayores de 13 años.
- Rey Vallenato de la Canción Inédita - Canción aún no grabada por agrupación alguna, ni presentada en festival alguno.
- Rey Vallenato de la Piqueria - Competencia entre verseadores repentistas en las modalidades de versos de cuatro palabras, décima de tema libre, pie forzado, pie pisado y dos con dos.
- Concurso de las Piloneras - Competencia de grupos de Piloneros, bailarines de la Danza del Pilón en las categorías infantil, juvenil y adultos. Es el evento que abre el Festival.

Los cuatro primeros premian a los acordeoneros, el quinto a los compositores y el sexto a los verseadores. Desde la edición de 2006 se premia también la tradición de las piloneras con el título de Reinas de las Piloneras en las categorías adulto, juvenil e infantil.
Desde 1987 se corona, cada 10 años, al Rey de Reyes en la categoría profesional, donde participan únicamente quienes hayan ganado el festival en versiones anteriores.

## Escenarios
Los actos centrales del Festival, como la final, se realizaron hasta 2003 en la tarima "Francisco El Hombre" de la Plaza Alfonso López de Valledupar. A partir de 2004, el Festival pasó a celebrarse en el Parque de la Leyenda Vallenata "Consuelo Araújo Noguera", complejo cultural, musical y folclórico construido para albergar a la cada vez más creciente multitud de espectadores que la plaza era ya incapaz de admitir. Los participantes compiten en la tarima "Colacho Mendoza", bajo la concha acústica "Cachucha bacana".
Las eliminatorias de las distintas categorías se llevan a cabo en escenarios como la plaza Alfonso López, el coliseo de la Feria Ganadera "Pedro Castro Monsalvo", el parque La Vallenata, la plaza del barrio Primero de Mayo, el parque del Helado (balneario Hurtado), el coliseo Cacique Upar, el coliseo cubierto "Julio César Monsalvo", el parque recreacional La Pedregosa, entre otros.

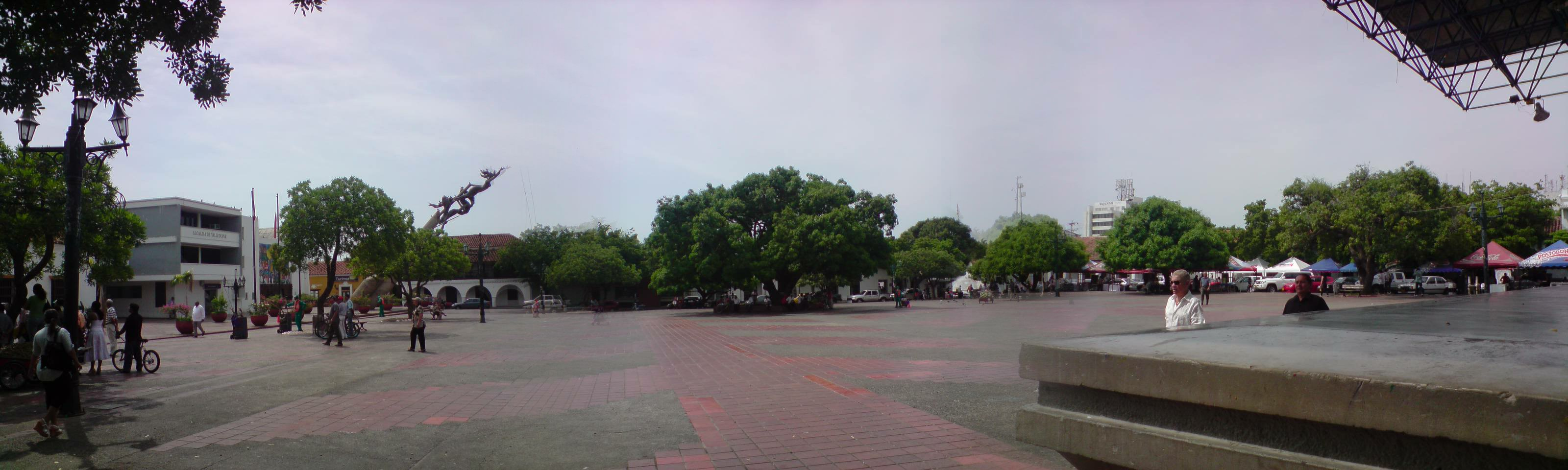
Panorámica de la plaza Alfonso López Pumarejo desde la tarima 'Francisco, El Hombre'. Se aprecia el lado sur de la plaza (calle 15) y el famoso palo e' mango.

## Trofeo

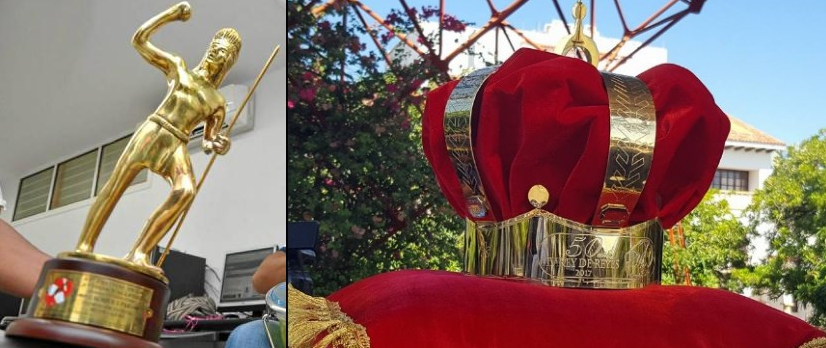
Estatuilla Rey Vallenato Profesional y Corona Rey de Reyes.

Los trofeos entregados por la Fundación Festival de la Leyenda Vallenata son: La estatuilla del Cacique Upar hecha en oro a los ganadores de las diferentes categorías y la corona, que se entrega en el concurso "Rey de Reyes" cada 10 años.
Rey de Reyes
Desde 1987, se decidió que cada 10 años el concurso de Rey Vallenato Profesional sería sustituido por el concurso Rey de Reyes, donde solo participan los ganadores de las ediciones anteriores. Los festivales Rey de Reyes se han celebrado en 1987, 1997, 2007 y 2017, a partir de 2022 el concurso se hará cada 5 años.

## Categoría profesional
Se ubican los conjuntos que interpretan la música vallenata como una actividad de trabajo remunerado habitual o esporádicamente; los que regularmente se lucran con la firma de contratos y reciben salarios de las empresas discográficas, publicitarias, radio o televisión. Para participar en esta Categoría, los concursantes deben interpretar cuatro aires de la música vallenata (merengue, paseo, puya y son), con los tres instrumentos típicos del vallenato: acordeón de botón diatónico, caja y guacharaca de cañabrava.
| Versión | Año  | Rey Vallenato                              | Departamento    |
| ------- | ---- | ------------------------------------------ | --------------- |
| I       | 1968 | Gilberto Alejandro Durán Díaz              | Cesar           |
| II      | 1969 | Nicolás Elías Mendoza Daza                 | La Guajira      |
| III     | 1970 | Calixto de Jesús Ochoa Ocampo              | Cesar           |
| IV      | 1971 | Alberto Luis Pacheco Balmaceda             | Atlántico       |
| V       | 1972 | Miguel Antonio López Gutiérrez             | Cesar           |
| VI      | 1973 | Luis Enrique Martínez Argote               | La Guajira      |
| VII     | 1974 | Alfredo de Jesús Gutiérrez Vital           | Sucre           |
| VIII    | 1975 | Julio Enrique de la Ossa Domínguez         | Sucre           |
| IX      | 1976 | Nafer Santiago Durán Díaz                  | Cesar           |
| X       | 1977 | José María "Chema" Ramos                   | La Guajira      |
| XI      | 1978 | Alfredo de Jesús Gutiérrez Vital           | Sucre           |
| XII     | 1979 | Rafael Antonio Salas Mendoza               | La Guajira      |
| XIII    | 1980 | Elberto de Jesús “el Debe” López Gutiérrez | Cesar           |
| XIV     | 1981 | Raúl Javier "el Chiche" Martínez Paredes   | Cesar           |
| XV      | 1982 | Eliécer Ochoa                              | Cesar           |
| XVI     | 1983 | Julio César Rojas Buendía                  | Bolívar         |
| XVII    | 1984 | Orángel “el Pangue” Maestre Socarrás       | La Guajira      |
| XVIII   | 1985 | Egidio Rafael Cuadrado Hinojosa            | La Guajira      |
| XIX     | 1986 | Alfredo de Jesús Gutiérrez Vital           | Sucre           |
| XX      | 1987 | Nicolás Elías Mendoza Daza*                | La Guajira      |
| XXI     | 1988 | Alberto Villa Payares                      | Magdalena       |
| XXII    | 1989 | Omar Antonio Geles Suárez                  | Cesar           |
| XXIII   | 1990 | Gonzalo Arturo "el Cocha" Molina Mejía     | Cesar           |
| XXIV    | 1991 | Julián Rojas                               | San Andrés Isla |
| XXV     | 1992 | Álvaro López Carrillo                      | Magdalena       |
| XXVI    | 1993 | Alberto Rada Valle                         | Magdalena       |
| XXVII   | 1994 | Julio César Rojas Buendía                  | Bolívar         |
| XXVIII  | 1995 | Freddy Sierra Díaz                         | Córdoba         |
| XXIX    | 1996 | Juan David "el Pollito" Herrera Pimentel   | Cesar           |
| XXX     | 1997 | Gonzalo Arturo "el Cocha" Molina Mejía*    | Cesar           |
| XXXI    | 1998 | Saúl Enrique Lallemand Solano              | Cesar           |
| XXXII   | 1999 | Hugo Carlos Granados                       | Cesar           |
| XXXIII  | 2000 | José María Ramos Navarro                   | La Guajira      |
| XXXIV   | 2001 | Álvaro Meza Reales                         | Cesar           |
| XXXV    | 2002 | Navín José López Araújo                    | Magdalena       |
| XXXVI   | 2003 | Ciro Meza Reales                           | Cesar           |
| XXXVII  | 2004 | Harold José Rivera Febles                  | Sucre           |
| XXXVIII | 2005 | Juan José Granados                         | Cesar           |
| XXXIX   | 2006 | Alberto Jamaica Larrotta                   | Bogotá D. C.    |
| XL      | 2007 | Hugo Carlos Granados*                      | Cesar           |
| XLI     | 2008 | Christian Camilo Peña Redondo              | Magdalena       |
| XLII    | 2009 | Sergio Luis Rodríguez                      | Cesar           |
| XLIII   | 2010 | Luis Eduardo Daza Maestre                  | Magdalena       |
| XLIV    | 2011 | Almes Guillermo Granados Durán             | Cesar           |
| XLV     | 2012 | Fernando Isaac Rangel Molina               | Cesar           |
| XLVI    | 2013 | Wilber Nicolás Mendoza Zuleta              | La Guajira      |
| XLVII   | 2014 | Gustavo Osorio Picón                       | Cesar           |
| XLVIII  | 2015 | Mauricio de Santis Villadiego              | Córdoba         |
| XLIX    | 2016 | Jaime Rodolfo Dangond Daza                 | Cesar           |
| L       | 2017 | Álvaro López Carrillo*                     | Magdalena       |
| LI      | 2018 | Julián Ricardo Mojica Galvis               | Boyacá          |
| LII     | 2019 | Alfonso Manuel Monsalvo Baute              | Cesar           |
| LIII    | 2020 | Manuel Eduardo Vega Vásquez                | Bolívar         |
| LIV     | 2021 | José Ricardo Villafañe Álvarez             | Cesar           |
| LV      | 2022 | Almes Guillermo Granados Durán*            | Cesar           |
| LVI     | 2023 | Javier Antonio Matta Correa                | Magdalena       |
| LVII    | 2024 | Jaime Luis Castañeda Campillo              | Cesar           |
| LVIII   | 2025 | Omar Antonio Geles Suárez**                | Cesar           |
| LVIII   | 2025 | Iván Zuleta Barros                         | La Guajira      |

*Rey de Reyes 

**Rey de Reyes Postumo

## Categoría aficionado (semiprofesional)
Se encuentran los conjuntos integrados por personas jóvenes o mayores que tiene la interpretación de la música vallenata como una mera afición, sin derivar de ella exclusivamente sus medios de vida y quienes ya hayan grabado un disco, pero no se lucran permanentemente de esta actividad. Deben cumplir los mismos requisitos de la categoría profesional, pero tienen un cuarto participante opcional para cantar.
En los años 1972, 1973, 1974, 1975 y 1976 se desarrolló la categoría Semiprofesional, que fue ganada, en su orden, por Alberto Rada Ospino, Álvaro Cabas Pumarejo, José María Argote, Luis Villa Martínez y José María Ramos.
| Año            | Rey Vallenato                            | Departamento |
| -------------- | ---------------------------------------- | ------------ |
| 1968 (I)       | No hubo                                  | -o-          |
| 1969 (II)      | Emiliano Alcides Zuleta Díaz             | La Guajira   |
| 1970 (III)     | Emilio Oviedo Corrales                   | Cesar        |
| 1971 (IV)      | José del Carmen Mendoza López            |              |
| 1972 (V)       | Ciro Meza Reales                         | Cesar        |
| 1972 (V)       | Alberto 'Beto’ Rada Ospino               | Magdalena    |
| 1973 (VI)      | Egidio Rafael Cuadrado Hinojosa          | La Guajira   |
| 1973 (VI)      | Álvaro de Jesús Cabas Pumarejo           | Cesar        |
| 1974 (VII)     | Alberto 'Beto' Villa Payares             | Magdalena    |
| 1974 (VII)     | José María Argote                        | La Guajira   |
| 1975 (VIII)    | Raúl "El Chiche" Martínez                | Cesar        |
| 1975 (VIII)    | Luis Gabriel Villa Martínez              | Cesar        |
| 1976 (IX)      | Álvaro López Carrillo                    | Magdalena    |
| 1976 (IX)      | José María "Chema" Ramos                 | La Guajira   |
| 1977 (X)       | Adiel Vega                               | Magdalena    |
| 1978 (XI)      | Carlos Arrieta Castillo                  | Magdalena    |
| 1979 (XII)     | Álvaro López Carrillo                    | Magdalena    |
| 1980 (XIII)    | Navín López Araújo                       | Magdalena    |
| 1981 (XIV)     | Álvaro Meza Reales                       | Cesar        |
| 1982 (XV)      | Gonzalo Arturo" El Cocha" Molina Mejía   | Cesar        |
| 1983 (XVI)     | Zenón Segundo Vanegas Ortiz              | Cesar        |
| 1984 (XVII)    | Carlos Arturo Bracho Córdoba             | Cesar        |
| 1985 (XVIII)   | Omar Antonio Geles Suárez                | Cesar        |
| 1986 (XIX)     | Hugo Carlos Granados                     | Cesar        |
| 1987 (XX)      | Omar Antonio Geles Suárez                | Cesar        |
| 1988 (XXI)     | Hildemaro Bolaño Escobar                 | Cesar        |
| 1989 (XXII)    | Juan Carlos Ovalle                       | Cesar        |
| 1990 (XXIII)   | Juan David 'El Pollito' Herrera Pimentel | Cesar        |
| 1991 (XXIV)    | Álvaro Meza Reales                       | Cesar        |
| 1992 (XXV)     | Juan José Granados                       | Cesar        |
| 1993 (XXVI)    | Manuel Eduardo Vega Vásquez              | Bolívar      |
| 1994 (XXVII)   | Ruben Oñate                              | La Guajira   |
| 1995 (XXVIII)  | Harold José Rivera Febles                | Sucre        |
| 1996 (XXIX)    | Moisés Polo                              |              |
| 1997 (XXX)     | Hugo Carlos Granados                     | Cesar        |
| 1998 (XXXI)    | Ramón "Monchito" Villa                   | Córdoba      |
| 1999 (XXXII)   | Davis José Rivera                        | La Guajira   |
| 2000 (XXXIII)  | Nemer Yesid Tetay Silva                  | Magdalena    |
| 2001 (XXXIV)   | Christian Camilo Peña Redondo            | Magdalena    |
| 2002 (XXXV)    | Marlon Eulid González Cañas              | Magdalena    |
| 2003 (XXXVI)   | Johm Jaider Suárez Cujia                 | Cesar        |
| 2004 (XXXVII)  | Omar Hernández Brochero                  | La Guajira   |
| 2005 (XXXVIII) | Ángel Antonio Torres Arroyo              | Antioquia    |
| 2006 (XXXIX)   | Rodolfo Antonio De Lavalle Escorcia      | Magdalena    |
| 2007 (XL)      | Omar Hernández Brochero                  | La Guajira   |
| 2008 (XLI)     | Mauricio de Santis Villadiego            | Córdoba      |
| 2009 (XLII)    | Guillermo Ortiz Cuesta                   | Antioquia    |
| 2010 (XLIII)   | Carlos Alberto Torres Arroyo             | Antioquia    |
| 2011 (XLIV)    | Jairo Andrés de Ossa Otero               | Santander    |
| 2012 (XLV)     | Jaime Luis Castañeda Campillo            | Cesar        |
| 2013 (XLVI)    | Delay Alay Magdaniel Gómez               | La Guajira   |
| 2014 (XLVII)   | Camilo Andrés Molina Luna                | Córdoba      |
| 2015 (XLVIII)  | Jesús Ocampo Ospino                      | Magdalena    |
| 2016 (XLIX)    | Pedro José Rueda Pinilla                 | Atlántico    |
| 2017 (L)       | Daniel de Jesús Holguín Ricardo          | Córdoba      |
| 2018 (LI)      | Ronal Torres Salamanca                   | Boyacá       |
| 2019 (LII)     | José Juan Camilo Guerra                  | Cesar        |
| 2020 (LIII)    | Augusto Carlos ‘Tuto’ López Barrios      | Cesar        |
| 2021 (LIV)     | Daniel Eduardo Paternina Garay           | Sucre        |
| 2022 (LV)      | Edgardo Alonso Bolaño Gnecco             | La Guajira   |
| 2023 (LVI)     | Jesús David Valderrama Mora              | Atlántico    |
| 2024 (LVII)    | Jerónimo Andrés Villazón Murillo         | Cesar        |
| 2025 (LVIII)   | Gregorio Javier Gutierrez Tocora         | La Guajira   |

| N.°             | Año  | Profesional                          | Aficionado                                        | Juvenil                          | Infantil                          | Canción inédita                                         | Piqueria                                                                                |
| --------------- | ---- | ------------------------------------ | ------------------------------------------------- | -------------------------------- | --------------------------------- | ------------------------------------------------------- | --------------------------------------------------------------------------------------- |
| 1               | 1968 | Gilberto Alejandro Durán Díaz        | -o-                                               | -o-                              | -o-                               | -o-                                                     | -o-                                                                                     |
| 2               | 1969 | Nicolás Elías "Colacho" Mendoza Daza | Emiliano Zuleta Díaz                              | -o-                              | -o-                               | Rumores de Viejas Voces (Gustavo Gutiérrez Cabello)     | -o-                                                                                     |
| 3               | 1970 | Calixto de Jesús Ochoa Campo         | Emilio Oviedo                                     | -o-                              | Ciro Meza Reales                  | El indio desventurado (Freddy Molina)                   | -o-                                                                                     |
| 4               | 1971 | Alberto Pacheco Balmaceda            | José del Carmen Mendoza López                     | Antolín Arias                    | Adiel Vega                        | Lamento arhuaco (Santander Durán Escalona)              | -o-                                                                                     |
| 5               | 1972 | Miguel López Gutiérrez               | Ciro Meza Reales (Semiprofesional: Alberto Rada)  | -o-                              | Luciano Poveda                    | Recordando mi niñez (Camilo Namén)                      | -o-                                                                                     |
| 6               | 1973 | Luis Enrique Martínez Argote         | Egidio Cuadrado (Semiprofesional: Álvaro Cabas)   | -o-                              | Raúl Martínez                     | No vuelvo a Patillal (Armando Zabaleta)                 | -o-                                                                                     |
| 7               | 1974 | Alfredo de Jesús Gutiérrez Vital     | Alberto Villa (Semiprofesional José María Argote) | -o-                              | Gustavo Maestre                   | El hachero (Nicolás Maestre)                            | -o-                                                                                     |
| 8               | 1975 | Julio de la Ossa                     | Raúl Martínez (Semiprofesional: Luis Villa)       | -o-                              | Orángel Maestre                   | Declarado desierto 1.º lugar                            | -o-                                                                                     |
| 9               | 1976 | Náfer Durán                          | Álvaro López (Semiprofesional: José María Ramos)  | -o-                              | Fernando Dangond                  | La profecía (Julio Oñate Martínez)                      | -o-                                                                                     |
| 10              | 1977 | José María "Chema" Ramos             | Adiel Vega                                        | -o-                              | Navin López                       | Yo soy vallenato (Alonso Fernández)                     | -o-                                                                                     |
| 11              | 1978 | Alfredo Gutiérrez                    | Carlos Arrieta                                    | -o-                              | José Alfonso Maestre              | Río Badillo (Octavio Daza Daza)                         | -o-                                                                                     |
| 12              | 1979 | Rafael Salas                         | Álvaro López                                      | -o-                              | José Vásquez                      | El poeta pintor (Pedro García)                          | Andrés Beleño                                                                           |
| 13              | 1980 | Elberto López                        | Navín López                                       | -o-                              | Hugo C. Granados                  | Voz de acordeones (Tomás Darío Gutiérrez)               | Luis Manjarrez                                                                          |
| 14              | 1981 | Raúl Martínez                        | Álvaro Meza                                       | -o-                              | Miguel Avendaño                   | Nació mi poesía (Fernando Dangond)                      | Wilman Rodríguez                                                                        |
| 15              | 1982 | Eliécer Ochoa                        | Gonzalo Molina                                    | -o-                              | José López                        | Paisaje de sol (Gustavo Gutiérrez)                      | Antonio "Toño" Salas                                                                    |
| 16              | 1983 | Julio Rojas                          | Segundo Vanegas                                   | -o-                              | Raúl Vega                         | Yo soy el acordeón (Julio Díaz M.)                      | Alcides Manjarrez                                                                       |
| 17              | 1984 | Orángel Maestre                      | Carlos Bracho                                     | -o-                              | Aider Vega                        | La espinita (Juvenal Daza)                              | Alcides Manjarrez                                                                       |
| 18              | 1985 | Egidio Cuadrado                      | Omar Geles                                        | -o-                              | Gustavo Osorio                    | Mi acordeón (Emiliano Zuleta Díaz)                      | José Villero                                                                            |
| 19              | 1986 | Alfredo Gutiérrez                    | Hugo Carlos Granados                              | -o-                              | Juan David Herrera                | Ausencia sentimental (Rafael Manjarrez)                 | Ivo Luis Díaz                                                                           |
| 20 Rey de Reyes | 1987 | Nicolás Mendoza                      | Omar Geles                                        | -o-                              | -o-                               | La canción del valor (Santander Durán)                  | No hubo                                                                                 |
| 21              | 1988 | AlbertoVilla                         | Hildelmaro Bolaños                                | -o-                              | Iván Zuleta                       | Con el alma en la mano (Marciano Martínez)              | Juan M. Oviedo                                                                          |
| 22              | 1989 | Omar Geles                           | Juan C. Ovalle                                    | -o-                              | Harold Rivera                     | Puya almojabanera (José Francisco Mejía M.)             | Luis Mario Oñate                                                                        |
| 23              | 1990 | Gonzalo Molina                       | Juan David Herrera                                | -o-                              | Jaime Bornacelly                  | No hay tierra como mi tierra (José Francisco Mejía M.)  | Rafael Zuleta                                                                           |
| 24              | 1991 | Julián Rojas                         | Álvaro Meza                                       | -o-                              | Saúl Soto                         | Momentos del ayer (Gustavo Calderón)                    | José Bornacelly                                                                         |
| 25              | 1992 | Álvaro López                         | Juan J. Granados                                  | -o-                              | Franklin Vega                     | Valledupar del alma (Hernando Marín)                    | Declarado desierto                                                                      |
| 26              | 1993 | Alberto Rada                         | Manuel Vega                                       | -o-                              | Víctor Beltrán                    | Dame tu alma (Ivo Luis Díaz)                            | Alcides Manjarrez                                                                       |
| 27              | 1994 | Julio Rojas                          | Iván Zuleta                                       | -o-                              | Sergio Luis Rodríguez             | Yo vivo enamorado del Valle (Iván Ovalle Poveda)        | Guillermo Arzuaga                                                                       |
| 28              | 1995 | Freddy Sierra                        | Harold Rivera                                     | -o-                              | Sergio Iguarán                    | ¿Qué hago, Señor? (Hortensia Lanao)                     | Andrés Barros                                                                           |
| 29              | 1996 | Juan David Herrera                   | Moisés Polo                                       | -o-                              | Marlon González                   | La cabeza de Pavajeau (Alfonso Cotes Maya)              | Wilman Felizzola                                                                        |
| 30 Rey de Reyes | 1997 | Gonzalo Molina                       | Hugo Carlos Granados                              | -o-                              | Sergio Luis Rodríguez             | Mi pobre Valle (Emiliano Zuleta Díaz)                   | -o-                                                                                     |
| 31              | 1998 | Saúl Lallemand                       | Ramón Villa                                       | -o-                              | Ángel Torres                      | Yo soy el cantor (Luis Cujia)                           | José Ariza                                                                              |
| 31              | 1998 | Saúl Lallemand                       | Ramón Villa                                       | -o-                              | Ángel Torres                      | Yo soy el son (Ramiro Garrido)                          | José Ariza                                                                              |
| 31              | 1998 | Saúl Lallemand                       | Ramón Villa                                       | -o-                              | Ángel Torres                      | Recuerdos de viejos tiempos (Sergio Moya)               | José Ariza                                                                              |
| 31              | 1998 | Saúl Lallemand                       | Ramón Villa                                       | -o-                              | Ángel Torres                      | Puya del folclor (Luis Ramírez)                         | José Ariza                                                                              |
| 32              | 1999 | Hugo Carlos Granados                 | Deivis Rivera                                     | -o-                              | Manuel J. Martínez                | Mi pobre acordeón (Félix Carrillo)                      | Julio Cárdenas                                                                          |
| 32              | 1999 | Hugo Carlos Granados                 | Deivis Rivera                                     | -o-                              | Manuel J. Martínez                | Los barrios del Valle (Wiston Müegues)                  | Julio Cárdenas                                                                          |
| 32              | 1999 | Hugo Carlos Granados                 | Deivis Rivera                                     | -o-                              | Manuel J. Martínez                | El orgullo de nacer (Antonia Daza)                      | Julio Cárdenas                                                                          |
| 32              | 1999 | Hugo Carlos Granados                 | Deivis Rivera                                     | -o-                              | Manuel J. Martínez                | Maestro de maestros (Déimer Marín)                      | Julio Cárdenas                                                                          |
| 33              | 2000 | José María Ramos Jr.                 | Némer Yesid Tetay                                 | -o-                              | Luis José Villa Guette            | Cantares de vaquería (Santander Durán Escalona)         | José Bornacelly                                                                         |
| 34              | 2001 | Álvaro Meza Reales                   | Cristian Camilo Peña                              | -o-                              | Yosimar Rodríguez                 | La estratificación (Wiston Muegues)                     | Julio Salas                                                                             |
| 35              | 2002 | Navín López Araújo                   | Marlon González                                   | -o-                              | Camilo Carvajal Cuadro            | Vestida de gloria (Melquisedec Namén Rapalino)          | José Félix Ariza                                                                        |
| 36              | 2003 | Ciro Meza Reales                     | John Jaider Suárez Cujía                          | Luis José Villa Guete            | Jairo Andrés De la Ossa Otero     | Un soncito tolimense (Martha Guerra)                    | Teobaldo Peñaloza                                                                       |
| 37              | 2004 | Harold Rivera Febles                 | Omar Hernández                                    | Fernando Rangel Molina           | Carlos Mario Ramírez              | Raíces de oro (Guillermo Doria Borrero)                 | José Félix Ariza                                                                        |
| 38              | 2005 | Juan José Granados                   | Ángel Torres Arroyo                               | Mauricio de Santis               | Camilo Andrés Molina              | Sueño vallenato (Julio César Daza)                      | Julio Cárdenas                                                                          |
| 39              | 2006 | Alberto Jamaica Larrota              | Rodolfo de la Valle Escorcia                      | Javier R. Álvarez Orozco         | Jesús Ocampo Ospino               | El Valle es tu casa (Ever Jiménez Springers)            | Rubén Darío Ariza Díaz                                                                  |
| 40 Rey de Reyes | 2007 | Hugo Carlos Granados                 | Omar Hernández Brochero                           | Rodolfo Miguel Molina Meza       | Yeimy Arrieta Ramos               | Entre cantores (Santander Durán Escalona)               | José Bornacelly                                                                         |
| 41              | 2008 | Cristian Camilo Peña                 | Mauricio de Santis Villadiego                     | Romario Munive Royero            | Dyonnel Velásquez Castro          | El que te canta (Rafael 'Uchi' Escobar)                 | José Félix Ariza                                                                        |
| 42              | 2009 | Sergio Luis Rodríguez                | Guillermo Ortiz Cuesta                            | Jorge Lucas Dangond Daza         | Daniel Guillermo Maestre Alvarado | Yo también soy vallenato (Willian Klinger)              | Martín Lozano                                                                           |
| 43              | 2010 | Luis Eduardo Daza Maestre            | Carlos Alberto Torres Arroyo                      | Daniel de Jesús Holguín Ricardo  | José Gustavo Gómez Molina         | La última historia (Lázaro Alfonso Cotes Ovalle)        | Rubén Darío Ariza Díaz                                                                  |
| 44              | 2011 | Almes Granados Durán                 | Jairo Andrés de la Ossa                           | Camilo Carvajal Cuadros          | José Camilo Mugno Pinzón          | Ciegos nosotros (Adrián Pablo Villamizar)               | William Castrellón                                                                      |
| 45              | 2012 | Fernando Isaac Rangel Molina         | Jaime Luis Campillo Castañeda                     | Fabio Felipe Villabona           | Mélida Andrea Galvis Lafont       | El Rey del Folclor (Germán Villa Acosta)                | José Félix Ariza                                                                        |
| 46              | 2013 | Wilber Nicolás Mendoza Zuleta        | Delay Alay Magdaniel Gómez                        | Rodrigo José Romero Chamorro     | Miguel Ángel Velilla Navarro      | El cuentico chino (Álvaro Olimpo Pérez Vergara)         | Edwin Oved Vásquez Lambraño                                                             |
| 47              | 2014 | Gustavo Osorio Picón                 | Camilo Andrés Molina Luna                         | José Camilo Mugno                | Sebastián Sepúlveda               | Con el alma entre las manos (Enrique Ariza Celis)       | Andrés Felipe Barros                                                                    |
| 48              | 2015 | Mauricio de Santis Villadiego        | Jesús Ocampo                                      | Daniel Maestre Alvarado          | Rubén Lanao                       | Vallenatos del alma (Margarita Doria Carrascal)         | Julio Cárdenas                                                                          |
| 49              | 2016 | Jaime Dangond Daza                   | Pedro José Rueda Pinilla                          | Alberto Ovalle                   | Sergio Moreno                     | Vallenato joven (Everardo Armenta Alonso)               | Fredy de Ávila                                                                          |
| 50 Rey de Reyes | 2017 | Álvaro López Carrillo                | Daniel de Jesús Holguín Ricardo                   | José Juan Camilo Guerra Mendoza  | José Alejandro Aldana Vergara     | El rey de los cajeros (Ivo Luis Díaz Ramos)             | José Félix Ariza Vega                                                                   |
| 51              | 2018 | Julián Ricardo Mojica Galvis         | Ronal Torres                                      | Yerson Robles                    | Jerónimo Villazon                 | Mi lenguaje musical (Leonardo Salcedo Campuzano)        | - Julio Andres Gil Barros (infantil) - Santander Bornacelli (profesional)               |
| 52              | 2019 | Alfonso ‘Ponchito’ Monsalvo Baute    | José Juan Camilo Guerra                           | Sergio Moreno Fragozo            | José Liberato Villazón Ibáñez     | Sentimiento profundo (Octavio Miguel Daza Gámez)        | - Nicol Zabaleta Duarte (infantil) - José Luis Arcos (profesional)                      |
| 53              | 2020 | Manuel Eduardo Vega Vásquez          | Augusto Carlos ‘Tuto’ López Barrios               | -o-                              | -o-                               | Me enseñaste (Luis Ángel Rodríguez Bolaño)              | Iván René Becerra Narváez                                                               |
| 54              | 2021 | José Ricardo Villafañe Álvarez       | Daniel Eduardo Paternina Garay                    | José Liberato Villazón Ibáñez    | Santiago Alberto Diez Arévalo     | Las vainas de Oñate (Jesús Carrascal Cotes)             | Yostimar Prada Barcarcei                                                                |
| 55 Rey de Reyes | 2022 | Almes Granados Durán                 | Edgardo Alonso Bolaño Gnecco                      | Jerónimo Andrés Villazón Murillo | Santiago David Oñate Quintero     | La parranda vallenata (Gustavo Ramón Calderón Guerra)   | - Álex Barros González (infantil) - Julio Rafael Cárdenas Guerrero (profesional)        |
| 56              | 2023 | Javier Antonio Matta Correa          | Jesús David Valderrama Mora                       | Kevin Leonardo Noguera Reales    | Armando Luis Espitia Benavides    | Si nace una rosa (Juan Pablo Marín Álvarez)             | - Dahiana Andrea García Carvajal (infantil) - Julio Erasmo Gutiérrez Vega (profesional) |
| 57              | 2024 | Jaime Luis Castañeda Campillo        | Jerónimo Andrés Villazón Murillo                  | José David Caraballo Aguilar     | Fernando José Salcedo Matute      | Canta, Valle, canta (Unaldo José Rocha Calderón)        | - Juan Pablo Gómez García (infantil) - Ángel María González Valdemar (profesional)      |
| 58              | 2025 | Iván Zuleta Barros                   | Gregorio Javier Gutierrez Tocora                  | Santiago David Oñate Quintero    | John Emiliano Olmos Prieto        | Vallenato y carnaval (Michael Alexander García Riascos) | - Julio Cesar Hoyos Olmos (infantil) - Julio Andrés Gil Barros (profesional)            |